# Via Voltapaletto
Via Voltapaletto (più raramente via Volta Paletto) a Ferrara, è un'antica via medievale che inizia dall'incroco tra via Bersaglieri del Po, via degli Adelardi e via Canonica, e termina all'incrocio tra via Terranuova e via Savonarola.

## Storia
Nel corso dei secoli e per addizioni successive, mentre la città medievale stava crescendo, si veniva creando un importante nuovo asse viario, grossomodo parallelo alle già esistenti via Ripagrande e via delle Volte, che univa il centro, partendo da piazza del duomo, ed arrivava sino alla cerchia delle mura. Tale asse, cardine dell'addizione ferrarese del XIV secolo, risulta costituito da via Guglielmo degli Adelardi, via Voltapaletto, via Savonarola e via Cisterna del Follo.
Anticamente via Voltapaletto comprendeva anche il tratto sino a via Madama, cioè pure via Savonarola.

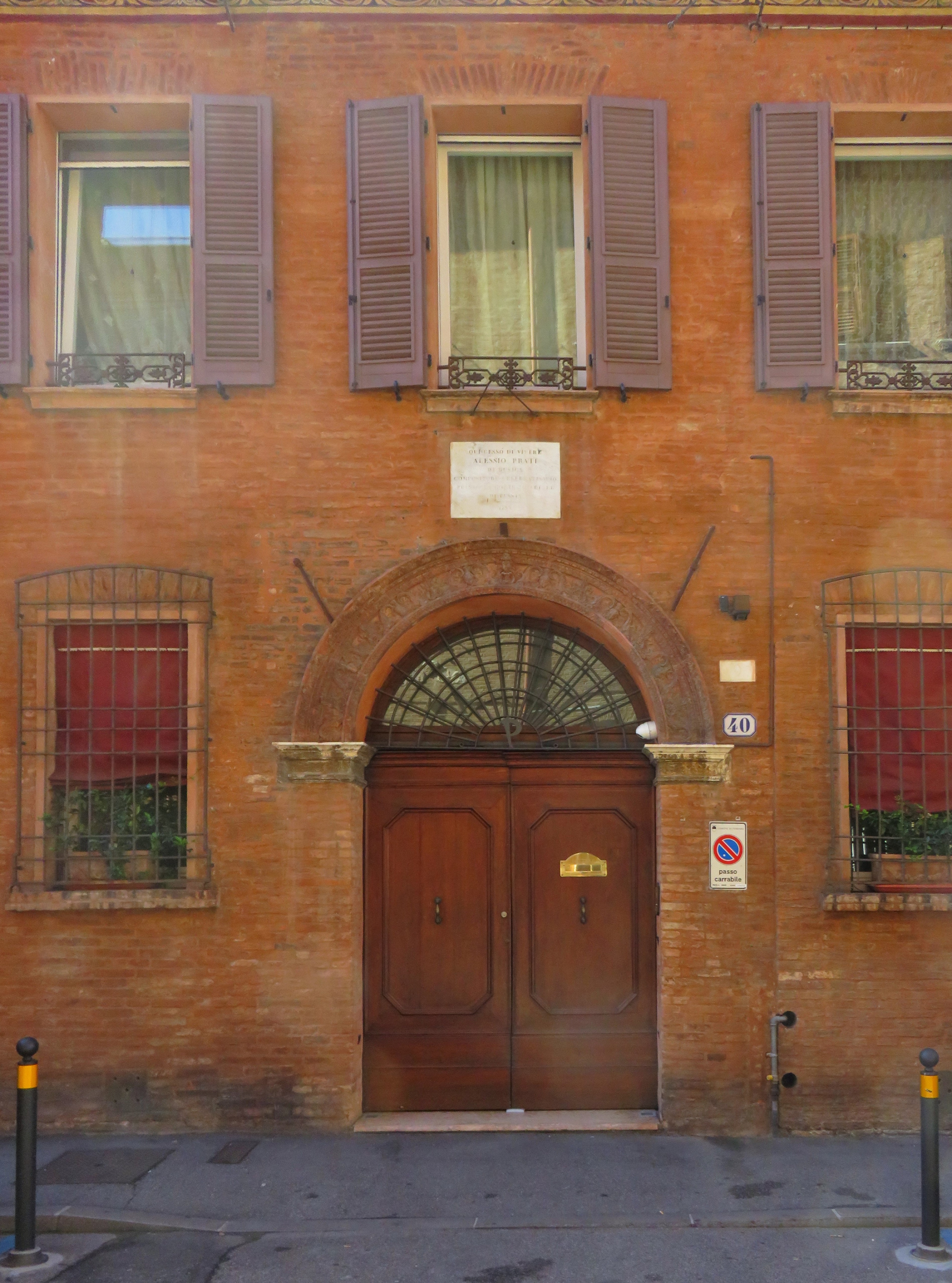
Casa Lampronti, al numero civico 40

### Origini del nome
Il paletto al quale il nome fa riferimento è quello di un locale che si trovava in questa strada e che permetteva ai giovani di addestrarsi al gioco cavalleresco della quintana, che consisteva nel tentare di colpire con una lancia un paletto, a volte un fantoccio in legno, che rappresentava un cavaliere nemico armato.

## Luoghi di interesse
- La bella casa Lampronti, al numero civico 40, sulla facciata ha una targa che ricorda la morte del celebre musicista Alessio Prati, che avvenne in questo luogo.[1]
- Palazzo Bevilacqua Costabili è il palazzo più importante della via, caratterizzato da una facciata abbellita da veroni, busti e trofei. In anni recenti è divenuta sede universitaria.
- Casa Maciga, al numero civico 46, è impreziosita da un elegante portale in cotto ferrarese.